# 高野和
高野和（日语：たかの わたる，1972年—），日本小說家與輕小說作家。出身於愛知縣名古屋市。
其作品《七姬物語》於2002年與成田良悟的《Baccano!》一起獲得電擊小說大獎第九屆「金賞」，獲獎之後繼續寫作，將該作品變為一系列小說。

## 作品

### 電撃文庫
- 七姬物語系列